# Bärbel Starke
Bärbel Starke (geboren im Juli 1951) ist eine ehemalige deutsche Handballspielerin. Sie wurde 1971 mit der DDR-Nationalmannschaft Weltmeisterin.

## Vereinskarriere
Bärbel Starke spielte beim SC Leipzig und bei der HSG DHfK Leipzig in der höchsten Spielklasse der Deutschen Demokratischen Republik, der Oberliga.
Mit dem SC Leipzig wurde sie in der Spielzeit 1969/1970 DDR-Meisterin. In der Spielzeit 1974/1975 war sie mit 138 Toren beste Werferin.

## Nationalmannschaft
Für die DDR-Nationalmannschaft nahm sie an der Weltmeisterschaft 1971 in den Niederlanden teil und wurde mit dem Team Weltmeister, wobei sie in drei Spielen zum Erfolg beitrug.

## Privates
Bärbel Starke spielt Tennis und ist in diesem Sport als Übungsleiterin beim Leipziger Tennisclub tätig.